# Hrazený
Hrazený (deutsch Pirschken oder Pirsken) ist mit 608,2 m n.m. der höchste Berg des Lausitzer Berglandes. Er liegt im Schluckenauer Zipfel („Böhmisches Niederland“) in Tschechien.

## Lage und Umgebung
Der Hrazený ist der Vierten Bergkette im Lausitzer Bergland nördlich vorgelagert. Benachbarte Berge sind der etwas niedrigere Plešný (Plissenberg) im Süden, der durch einen Großsteinbruch dezimierte Partizánský vrch (Botzenberg) im Norden sowie der Vlčice (Wolfsberg) im Osten.
Zwischen Hrazený und Plešný befindet sich die Quelle des Vilémovský potok (Wölmsdorfer Bach), der als Sebnitz bei Bad Schandau in die Elbe mündet. Der Stříbrný potok an der Ostseite des Berges mündet bei Šluknov (Schluckenau) in den Rožanský potok (Rosenhainer Bach) der in Sohland in die Spree (Spréva) mündet.

## Geschichte
Am Nordosthang des aus Basalt bestehenden Pirschkens wurde von der 1886 gegründeten Abteilung Schluckenau des Gebirgsvereins für das nördlichste Böhmen die Pirs(ch)kenbaude errichtet. Die feierliche Einweihung der Bergbaude fand am arbeitsfreien 1. Mai 1909 statt. Das entsprechende Grundstück, das zum benachbarten Kaiserswalde gehörte, war der Abteilung Schluckenau vom Rechtsanwalt Dr. Hasenöhrl zuvor geschenkt worden, daher trug die Baude die Ortslistennummer 325 von Kaiserswalde. Im Jahre 1937 erfolgte eine Zuordnung des Grundstücks und der Baude nach Kunnersdorf. Aus diesem Grund wurde von dort auch eine Fahrstraße für Kraftfahrzeuge bis zur Bergbaude angelegt, die von der Bezirksstraße Schluckenau-Zeidler abzweigte.
Bereits 1933 hatte die Baude eine verglaste Veranda erhalten, davor befand sich der Biergarten in Terrassenform. Für die zahlreichen Gäste mit Kindern gab es einen Spielplatz, eine Vogelvoliere, ein Rehgehege und einen Alpen-Steingarten. Die Pirs(ch)kenbaude wurde ganzjährig betrieben, denn bei guten Schneeverhältnissen eignete sich das Gelände auch zum Skifahren und Rodeln.
Nach Ende des Zweiten Weltkrieges und der Vertreibung der deutschen Bewohner wurde die frühere Bergbaude als Ferienheim für einen tschechoslowakischen Betrieb genutzt. Seit der Samtenen Revolution war das Gebäude zuletzt ein Kinderferienlager und steht seither leer.

## Aussicht

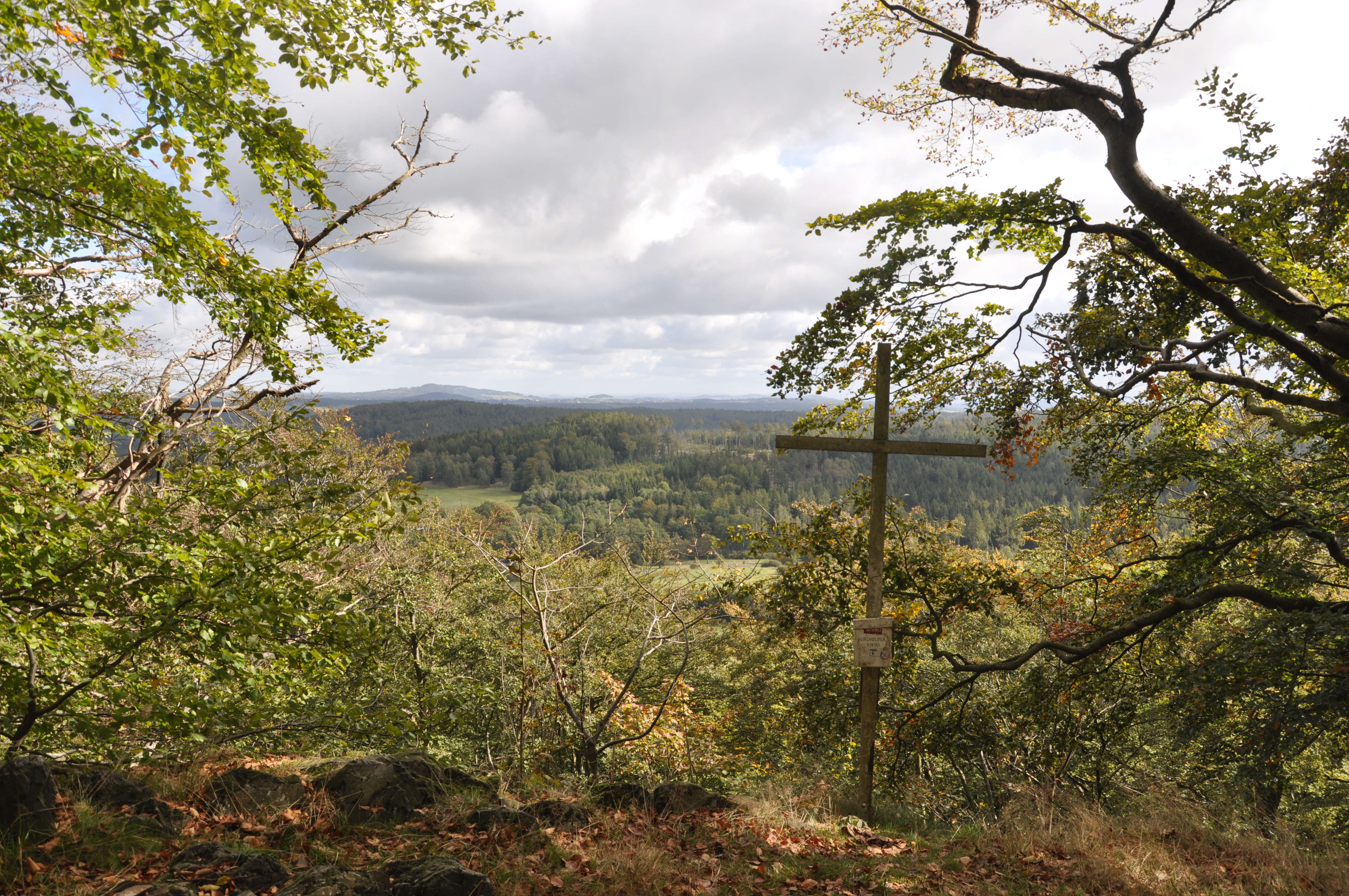
Aussichtspunkt auf dem Ochsenstein mit Bienertkreuz (2024)

Der Berggipfel des Hrazený ist dicht bewaldet und bietet keine Aussichtsmöglichkeit. Lediglich vom Ochsenstein („Volský kámen“) ist ein Blick nach Osten über das Niederland und die Östliche Oberlausitz bis zum Isergebirge möglich. Dort befindet sich auch das nach 1990 errichtete Bienert-Kreuz als Kleindenkmal.

## Wege zum Gipfel
Über die Ochsensteinaussicht führt heute eine rot markierte Wanderroute, die vom Jedlová (Tannenberg) kommend bis zur deutschen Staatsgrenze bei Taubenheim/Spree führt. Im Jahr 2023 wurde zudem der Fernwanderweg Stezka Českem - středozemím als Onlineroute begründet. Er folgt vorhandenen markierten Wanderwegen des KČT vom nördlichsten zum südlichsten Punkt Tschechiens. Bis 1945 führte über den Gipfel der Rautenweg.